# Voice foley
Voice foley is een vorm van stemacteren. Het basisprincipe betreft de productie van geluidseffecten voor televisieprogramma's met de stem, zoals gapen, schreeuwen, niezen, blazen, huilen en vele andere. Voice foley wordt veel gebruikt voor anime.